# Warth (Alsó-Ausztria)
Warth osztrák mezőváros Alsó-Ausztria Neunkircheni járásában. 2019 januárjában 1513 lakosa volt. 

## Elhelyezkedése

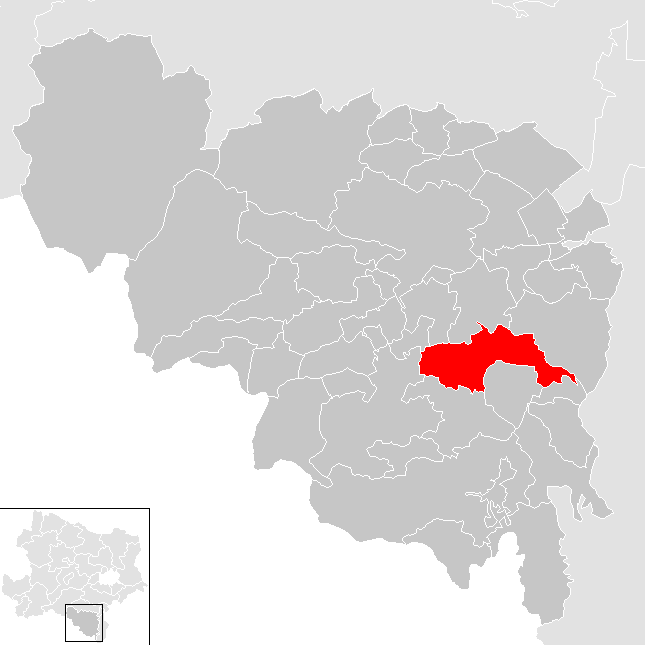
Warth a Neunkircheni járásban

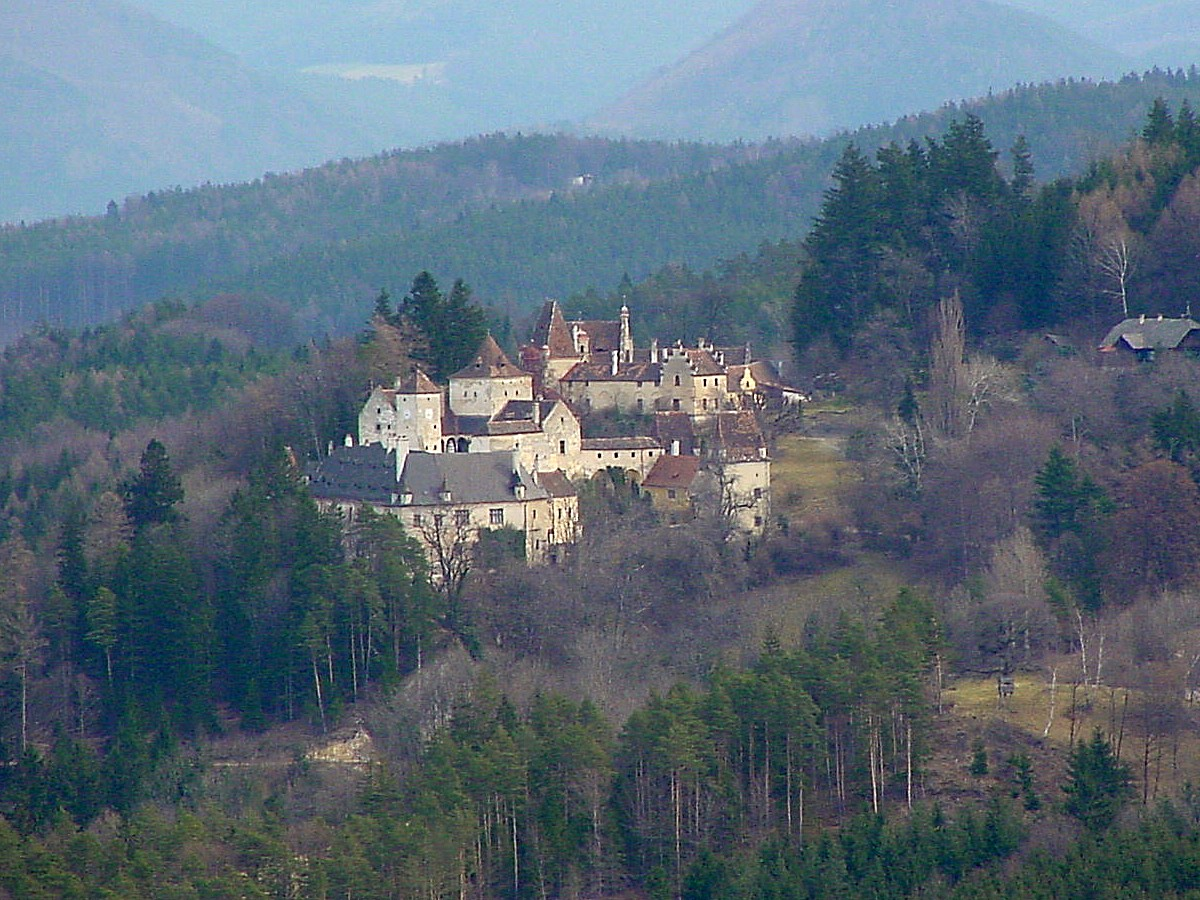
A steyersbergi vár

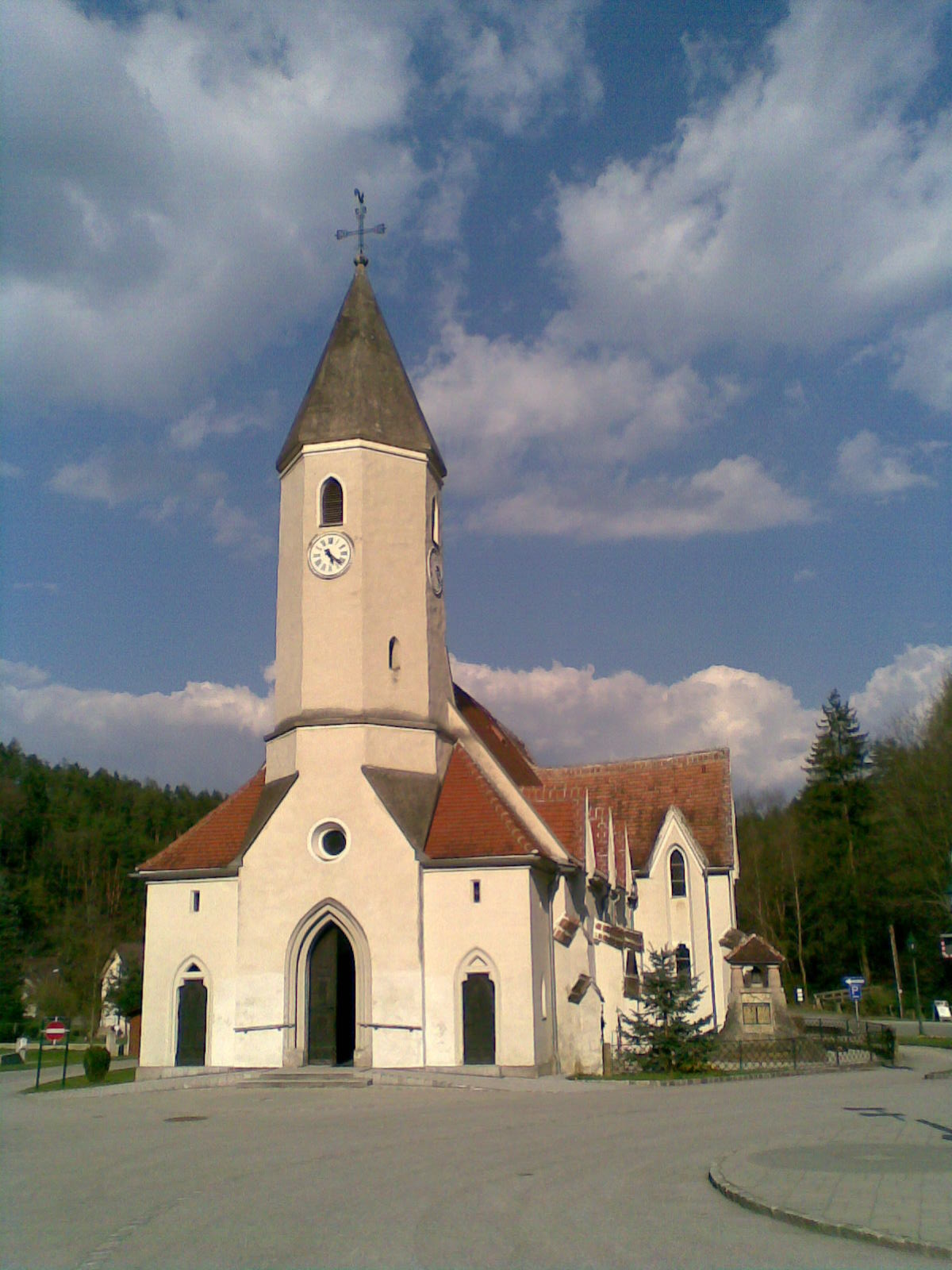
A kirchaui Szt. Margit-plébániatemplom

Warth Alsó-Ausztria Industrieviertel régiójában fekszik a Bucklige Welt dombságán, a Pitten folyó mentén. Területének 58,7%-a erdő. Az önkormányzat 7 településrészt, illetve falut egyesít: Haßbach (222 lakos 2019-ben), Kirchau (289), Kulm (85), Petersbaumgarten (257), Steyersberg (66), Thann (40) és Warth (554).  
A környező önkormányzatok: északra Wartmannstetten, északkeletre Scheiblingkirchen-Thernberg, délkeletre Thomasberg, délre Grimmenstein és Feistritz am Wechsel, délnyugatra Kirchberg am Wechsel, nyugatra Altendorf, északnyugatra Grafenbach-Sankt Valentin. 

## Története
Warth első említése 1244-ből származik, ekkor vámszedőhely működött itt. Az 1820-as összeíráskor a falu mindössze nyolc házból állt, de Petersbaumgartenben is csak öt házat számláltak össze. A település fejlődése az Aspangbahn vasútvonalának megépítése után indult meg. Bár az első világháború előtt már gyár települt Warthba, az 1920-as években is csak 40, a 30-as években pedig 60 házból állt. Jelentős gyarapodásra az 1960-as években került sor. 
A mai önkormányzat 1968-ban alakult meg, amikor Warth, Haßbach, Kirchau és Steyersberg községek egyesültek.

## Lakosság
A warthi önkormányzat területén 2019 januárjában 1513 fő élt. A lakosságszám 1910-ben érte el a csúcspontját 1683 fővel, azóta 1450-1660 között ingadozik. 2017-ben a helybeliek 96,9%-a volt osztrák állampolgár; a külföldiek közül 1,1% a régi (2004 előtti), 1,7% az új EU-tagállamokból érkezett. 2001-ben a lakosok 95,2%-a római katolikusnak, 1,1% evangélikusnak, 2,8% pedig felekezeten kívülinek vallotta magát. Ugyanekkor 2 magyar élt a mezővárosban. 
A lakosság számának változása:

| 2016 | 1 521 |
| 2018 | 1 512 |

## Látnivalók
- a steyersbergi vár
- Stubenring várának romjai
- Stubenberg várának romjai
- a haßbachi Szt. Márton-plébániatemplom
- a kirchaui Szt. Margit-plébániatemplom

## Fordítás
- Ez a szócikk részben vagy egészben  a   Warth (Niederösterreich) című német Wikipédia-szócikk ezen változatának fordításán alapul.  Az eredeti cikk szerkesztőit annak laptörténete sorolja fel. Ez a jelzés csupán a megfogalmazás eredetét és a szerzői jogokat jelzi, nem szolgál a cikkben szereplő információk forrásmegjelöléseként.